# Hans Pfister (Radierer)
Hans Pfister (* um 1585 in Tübingen; † 1653 ebenda) war ein württembergischer in Tübingen wohnhafter Buchbinder, Petschierstecher und Radierer. Er war ein älterer Bruder von Matthäus Pfister, der auf dem gleichen Gebiet tätig war.

## Leben
Hans Pfister war ein Sohn des Tübinger gleichnamigen Buchbinders († 1602). Er wurde 1598 erstmals erwähnt. Zu diesem Zeitpunkt musste er die Buchbinderlehre machen, 1602 befand er sich auf der nach dem Erlernen des Berufes üblichen Wanderschaft. Er war in Österreich. Dort konnte er sich wegen des Glaubens auf Dauer nicht halten und kehrte nach Tübingen zurück, wo er sich 1604 niederließ. 1607 bekam er vom Herzog Johann Friedrich das Privileg, neben seinem Buchbinderhandwerk auch das Siegelschneiden zu betreiben. Er wollte auf dem Tübinger Wochenmarkt Siegel aus Messing und Stahl anbieten. Der Bedarf war vorhanden, weil selbst gemeine Bürger, die dem Rat oder dem Gericht angehörten, einen Siegelring oder ein Petschaft für ihre Rechtsgeschäfte und Briefe brauchten. Das Siegelschneiden dürfte er beim Stempelschneiden für Bucheinbände gelernt haben. Die missgünstigen Tübinger Goldschmiede haben ihn erfolgreich daran gehindert, obwohl er keine für sie vorbehaltenen Siegel aus Silber oder Gold anfertigen wollte. Pfister bekam jedoch (urkundlich nachweislich in den Jahren 1627–1634 und 1652/1653) viele Aufträge vom württembergischen Hof und der Verwaltung der Landstände. Er fertigte für sie „Secrete, Sigille und Stöcke für Schaupfennige und Taler“ an. Außerdem gravierte er Verzierungen, wie Wappen und Schriftzüge, auf fürstliche Zinnsärge.
Als Radierer ist er für seine Südansicht von Tübingen von 1620 bekannt, die er im Auftrag des Verlegers Johann Conrad Geysler anfertigte. Ob er dabei eine Vorzeichnung benutzte, ist nicht bekannt. Im Vergleich zu den radierten Städteansichten von Jonathan Sauter, die sogar etwas früher entstanden, wirkt diese allerdings grob und unbeholfen. Pfister hatte Probleme mit der Perspektive und der Raumdarstellung.
Hans Pfisters Sohn, Hans Georg, hatte in den Jahren 1637–1641 eine Goldschmiedelehre in Ulm gemacht.

## Bekannte Arbeiten
- 1620 Die Löbliche Statt Tübingen (unter dem Namen des Verlegers Johann Conrad Geysler bekannte Südansicht von Tübingen, Radierung, Stadtmuseum Tübingen)